# Guillaume Joli
Guillaume Joli (Lyon, Francia, 27 de marzo de 1985) es un balonmanista francés. Juega en la posición de extremo derecho. Actualmente milita en la plantilla del Dunkerque HB de la LNH.

## Trayectoria
- 1994-2000:  Tassin la demi-lune
- 2000-2002:  Villefranche sur Saône
- 2002-2004:  Grand Lyon Villeurbanne
- 2004-2010:  Chambéry Savoie Handball
- 2010-2012:  BM Valladolid
- 2012-2014:  Dunkerque
- 2014-2016:  HSG Wetzlar
- 2016- :  Dunkerque HB

## Palmarés

### Selección nacional

#### Campeonato del Mundo
- Medalla de oro en el Mundial de 2009
- Medalla de oro en el Mundial de 2011

#### Campeonato de Europa
- Medalla de oro en el Europeo de 2010

#### Juegos Olímpicos
- Medalla de oro en los Juegos Olímpicos de Londres 2012